# Kuzu no Honkai
Kuzu no Honkai (Nhật: クズの本懐 Hepburn: Kuzu no Honkai) là một series manga Nhật Bản được thực hiện bởi Yokoyari Mengo. Bộ manga được đăng dài kì trên tạp chí seinen manga Big Gangan của Square Enix từ tháng 9 năm 2012 đến tháng 3 năm 2017 và được gom lại thành 8 tập tankōbon. Một bộ anime truyền hình dài tập chuyển thể được Lerche sản xuất lên sóng từ giữa tháng 1 đến tháng 3 năm 2017 trên Fuji TV. Một bộ phim người đóng cũng được lên sóng từ tháng 1 đến tháng 4 năm 2017.

## Cốt truyện
Yasuraoka Hanabi là một học sinh cao trung, cô đã phải lòng Kanai Narumi, người bạn thuở nhỏ mà cô luôn coi như một người anh trai và hiện giờ là giáo viên chủ nhiệm của cô. Nhưng Narumi đã phải lòng người khác, Minagawa Akane, một giáo viên âm nhạc mới, chứ không phải cô. Hanabi gặp được Awaya Mugi, một học sinh khác và cậu cũng phải lòng cô giáo Akane, người từng là gia sư của cậu khi còn học trung học. Hanabi và Mugi lập giao ước với nhau và bắt đầu mối quan hệ giả tạo để thỏa mãn sự cô đơn trước những mối tình đơn phương của mỗi người, về mặt thể xác lẫn tinh thần. Họ đồng ý không yêu nhau và mối quan hệ sẽ kết thúc nếu họ được đáp lại từ những người họ yêu.

## Nhân vật

### Nhân vật chính
Yasuraoka Hanabi (安楽岡 花火)
Lồng tiếng bởi: Anzai Chika
Đóng bởi: Yoshimoto Miyu
Một học sinh cao trung đã phải lòng Narumi. Sau khi phát hiện ra Narumi có tình cảm với Akane, Hanabi bắt đầu mối quan hệ giả tạo với Mugi để thỏa mãn sự cô đơn của nhau. Cô sau đó cũng có quan hệ thể xác với người bạn thân nhất của mình là Sanae, nhưng mối quan hệ này đã kết thúc Sanae quyết định từ bỏ Hanabi. Sau đó Hanabi quyết định sẽ thoát khỏi mối quan hệ giả tạo với Mugi và đi con đường riêng để tìm tình yêu đích thực của mình. Trong Decor, Hanabi không hề thay đổi tình cảm với Mugi - mặc dù cô đã gặp rất nhiều người sau thời gian xa nhau - cô vẫn yêu Mugi. Trong khi đang làm nhân viên cho một buổi hòa nhạc, cô nhìn thấy Mugi lần nữa, cả hai chấp nhận tình cảm của nhau và nắm tay nhau, có thể cả hai sẽ bắt đầu một mối quan hệ mà hai người hằng mong đợi.
Awaya Mugi (粟屋 麦)
Lồng tiếng bởi: Shimazaki Nobunaga
Đóng bởi: Sakurada Dori
Một học sinh cao trung đã phải lòng Akane. Cậu và Hanabi bắt đầu một mối quan hệ để thỏa mãn sự cô đơn của nhau. Khi còn học trung học, Mugi đã có một mối quan hệ bí mật với đàn chị khóa trên, Hayakawa Mei, người đã lấy đi lần đầu của cậu vì cậu không thể thổ lộ tình cảm của mình với Akane. Mugi biết Akane là người như thế nào nhưng cậu vẫn yêu cô. Sau đó, Mugi thổ lộ với Akane và họ bắt đầu hẹn hò. Tuy nhiên, sau buổi hẹn hò, Mugi nhận ra rằng cậu không thể giữ hình ảnh một Akane lý tưởng trong đầu cậu, cậu chia tay Akane và hy vọng rằng mình có thể trưởng thành hơn từ cô. Cậu đưa đến quyết định mình sẽ chấm dứt mọi thứ với Hanabi để tìm kiếm một cuộc sống tốt đẹp hơn và tình yêu đích thực. Trong Decor, Mugi vẫn chưa thể nào quên được Hanabi mặc dù cậu đã có những mối quan hệ với nhiều người phụ nữ khác nhau trong suốt thời gian họ xa nhau. Trong một lần, khi đang mơ mộng về Hanabi, Mugi đã từ chối lời mời quan hệ tình dục từ một phụ nữ tiếp cận cậu tại nơi anh làm việc, cậu đưa ra quyết định rằng Hanabi là người con gái duy nhất mà cậu muốn. Mugi cuối cùng gặp lại được Hanabi trong một buổi hòa nhạc, cậu cầu nguyện rằng mối quan hệ của hai người có thể kéo dài, họ nắm tay nhau, có thể cả hai sẽ bắt đầu một mối quan hệ mà hai người hằng mong đợi.
Kanai Narumi (鐘井 鳴海)
Lồng tiếng bởi: Nojima Kenji
Đóng bởi: Mizuta Kouki
Bạn thuở nhỏ của Hanabi và là hàng xóm lớn tuổi hơn, người mà sau này trở thành giáo viên chủ nhiệm của cô tại trường cao trung. Mẹ của Narumi đã qua đời khi anh còn nhỏ nên anh hay đến nhà Hanabi để ăn cơm cùng nhau. Anh bị thu hút bởi những người phụ nữ có mái tóc dài vì họ khiến anh nhớ đến người mẹ của mình. Kể cả khi biết con người thật của Akaane, Narumi tỏ ra không quan tâm mà còn ngỏ ý muốn cưới cô làm vợ, và cô đã đồng ý.
Minagawa Akane (皆川 茜)
Lồng tiếng bởi: Toyosaki Aki
Đóng bởi: Aizawa Rina
Một giáo viên âm nhạc mới chuyển tới ngôi trường mà Hanabi đang học năm nhất. Bề ngoài, cô là một người tốt bụng, hiền lành và được nhiều học sinh yêu mến, nhưng trong thâm tâm cô thích việc mình chiếm được trái tim của đàn ông và làm tổn thương trực tiếp đến những người đang yêu họ. Akane có thể được coi là người cô đơn và cuồng dâm. Cô cố gắng quyến rũ Narumi giống như cách cô làm với những mối quan hệ trước, nhưng cô nhận rằng Narumi không đối xử với cô như những người đàn ông trong quá khứ, cô cũng biết được rằng anh thật sự yêu cô. Khi Narumi cầu hôn cô mặc dù biết được con người thật của cô, Akane bắt đầu quan tâm anh hơn.
Ebato Sanae (絵鳩 早苗)
Lồng tiếng bởi: Tomatsu Haruka
Đóng bởi: Ikegami Sarii
Bạn cùng lớp của Hanabi. Sanae đã phải lòng Hanabi khi cô cứu Sanae khỏi một tên quấy rối tình dục trên tàu. Khi Sanae ngủ tại nhà Hanabi, cô đã mạnh dạn hôn Hanabi và thổ lộ tình cảm của mình. Cả hai sau đó bắt đầu một mối quan hệ thể xác. Atsuya sau đó hỏi Sanae liệu cô có thật sự yêu Hanabi hay chỉ bị cô ấy hấp dẫn tình dục. Sau khi cân nhắc, Sanae quyết định từ bỏ Hanabi và cố gắng chấm dứt tình bạn giữa hai người, mặc dù Hanabi không muốn điều này xảy ra và nói rằng cô muốn tiếp tục tình bạn này và sẽ cho dành cho Sanae thời gian và sự riêng tư cho đến khi cô ấy sẵn sàng làm bạn trở lại. Sanae sau đó nói với Atsuya rằng mặc dù cô yêu Hanabi, nhưng cô sẽ từ bỏ và sẽ tin tưởng cậu hơn. Sau đó, Hanabi và Sanae đoàn tụ và cả hai tiếp tục làm bạn với nhau. Mặc dù kết thúc của bộ truyện manga có đề cập đến việc một ngày nào đó cô sẽ đáp lại tình cảm của Atsuya, trong Decor cô đã hoàn toàn nhận ra sự đồng tính luyến ái của mình và bắt đầu mối quan hệ tình cảm với giáo viên đại học Yuka của cô.
Kamomebata Noriko (鴎端 のり子)
Lồng tiếng bởi: Izawa Shiori
Đóng bởi: Shiho
Bạn thời thơ ấu của Mugi, người đã phải lòng cậu khi ai đó nói với cô rằng cô và Mugi giống như là "công chúa" và "hoàng tử". Cô đã theo đuổi Mugi và có những hành động giống như công chúa từ những lời đó. Cô ghét tên của chính mình và muốn mọi người gọi mình là "Moka," viết tắt của từ "most kawaii" (đệ nhất dễ thương). Khi cô thổ lộ tình cảm của mình với Mugi, Mugi lợi dụng điều này để có một mối quan hệ thể xác mà không đáp lại tình cảm của cô. Tuy nhiên, Mugi sau đó nhận ra Moka là một người đặc biệt với cậu nên cậu không muốn hủy hoại cô vì ham muốn ích kỷ của bản thân, do đó mối quan hệ của họ kết thúc.

### Khác
Kirishima Atsuya (桐嶋 篤也)
Lồng tiếng bởi: Asanuma Shintarō
Đóng bởi: Negishi Takuya
Em họ của Sanae, người có tình cảm với cô. Cậu hỏi Sanae về mối quan hệ giữa cô và Hanabi, rằng cô có thật sự yêu Hanabi hay chỉ bị cô ấy hấp dẫn tình dục. Sau khi Sanae từ bỏ quyết định theo đuổi Hanabi, cô nói với Atsuya cô sẽ tin tưởng cậu hơn. Trong Decor, cậu thổ lộ tình cảm của mình với Sanae một lần nữa sau khi tốt nghiệp và hứa sẽ làm chỗ dựa cho cô kể cả khi cô từ chối cậu, điều này khiến Sanae chán nản, mặc dù đánh giá cao việc cậu làm chỗ dựa cho cô nhưng cô không thể đáp lại vì xu hướng đồng tính luyến ái của mình.
Hayakawa Mei (早川 芽衣)
Lồng tiếng bởi: Fujii Yukiyo
Đóng bởi: Yoshida Shiori
Học sinh khóa trên của Mugi khi cậu học trung học. Mugi tìm đến cô khi không thể thổ lộ tình cảm của mình với Akane và họ đã quan hê tình dục. Sau đó, Mei xin lỗi Mugi vì đã ép cậu làm chuyện đó.
Terauchi Takuya (寺内 タクヤ)
Lồng tiếng bởi: Kobayashi Yūsuke
Đóng bởi: Ino Hiroki
Một trong những học sinh cũ của Akane và là bạn tình của cô ấy. Hanabi tiếp cận cậu vì muốn làm cho Akane ghen tị nhưng cô nhận ra mình không thể lặp lại hành động của Akane.

## Truyền thông

### Manga
Kuzu no Honkai được viết và minh họa bởi Yokoyari Mengo và đăng trên tạp chí Big Gangan của Square Enix bắt đầu từ ngày 25 tháng 9, 2012 và kết thúc vào ngày 25 tháng 3, 2017. Cùng ngày đó Square Enix cũng đã phát hành cuốn tankōbon thứ 8 (bao gồm bản thường và bản giới hạn) và là cuốn cuối cùng.
Bộ truyện được xuất bản kĩ thuật số bằng tiếng Anh bởi Crunchyroll Manga và được in bởi Yen Press.
Một bộ manga spin-off với tựa đề Kuzu no Honkai décor được phát hành trên Big Gangan từ ngày 25 tháng 11, 2017 đến ngày 25 tháng 5, 2018 và được gom lại thành 1 tập.

#### Danh sách tập truyện
| # | Ngày phát hành tiếng Nhật | ISBN tiếng Nhật   |
| - | ------------------------- | ----------------- |
| 1 | 19 tháng 2 năm 2013       | 978-4-7575-3887-0 |
| 2 | 25 tháng 10 năm 2013      | 978-4-7575-4103-0 |
| 3 | 25 tháng 4 năm 2014       | 978-4-7575-4264-8 |
| 4 | 19 tháng 11 năm 2014      | 978-4-7575-4467-3 |
| 5 | 25 tháng 6 năm 2015       | 978-4-7575-4678-3 |
| 6 | 25 tháng 3, 2016          | 978-4-7575-4895-4 |
| 7 | 24 tháng 12 năm 2016      | 978-4-7575-5199-2 |
| 8 | 25 tháng 3 năm 2017       | 978-4-7575-5235-7 |

Khi xuất bản tập 7.5, một cuốn fan book kèm theo với tựa đề Ambivalent (Mâu thuẫn tư tưởng), bao gồm manga và anime, được phát hành bởi Square Enix vào ngày 24 tháng 12 năm 2016.

### Anime
Một bộ anime truyền hình dài tập chuyển thể được công bố vào tháng 3 năm 2016 và sẽ được phát sóng trên kênh Noitamina của Fuji TV bắt đầu từ ngày 12 tháng 1 và kết thúc vào ngày 30 tháng 3, 2017. Bộ anime cũng sẽ được phát sóng trực tiếp độc quyền trên Amazon Prime Video tại Nhật Bản và toàn cầu. Bộ phim được đạo diễn bởi Masaomi Andō và làm hoạt hình tại studio Lerche với kịch bản của Makoto Uezu, thiết kế nhân vật bởi Kurosawa Keiko và âm nhạc bởi Yokoyama Masaru. Bộ phim kéo dài 12 tập và được phát hành trên 6 đĩa Blu-ray/DVD. Ca khúc mở đầu là "Uso no Hibana" (嘘の火花) và được thể hiện bởi 96neko (người mà sau này lồng tiếng cho Anne Faulkner trong Paradox Live). Ca khúc kết thúc là "Parallel Line" (平行線 "Heikousen") được thể hiện bởi Sayuri. Anime đã được cấp phép bởi Sentai Filmworks để phát hành đĩa kĩ thuật số và gia đình. Madman Entertainment đã phát hành anime trên video gia đình dành cho Úc và New Zealand. MVM Entertainment đã mua bản quyền anime dành cho video gia đình tại Anh Quốc và Ireland.

#### Danh sách tập phim
| No. | Tựa đề                                                                               | Đạo diễn                        | Ngày phát sóng gốc  |
| --- | ------------------------------------------------------------------------------------ | ------------------------------- | ------------------- |
| 1   | Chuyển ngữ: "Nozomi kanae tamae" (tiếng Nhật: 望み叶え給え)                          | Masaomi Andō                    | 12 tháng 1 năm 2017 |
| 2   | Chuyển ngữ: "Sono nukumori ni yō ga aru" (tiếng Nhật: そのぬくもりに用がある)        | Fukui Yōhei                     | 19 tháng 1 năm 2017 |
| 3   | "Show Me Love (Not A Dream)"                                                         | Kuboyama Eiichi                 | 26 tháng 1 năm 2017 |
| 4   | "Bad Apple!!"                                                                        | Yoshifumi Sasahara              | 2 tháng 2 năm 2017  |
| 5   | "DESTRUCTION BABY"                                                                   | Yasuhiro Minami                 | 9 tháng 2 năm 2017  |
| 6   | Chuyển ngữ: "X jigen e yōkoso" (tiếng Nhật: X次元へようこそ)                         | Yoshito Hata                    | 16 tháng 2 năm 2017 |
| 7   | Chuyển ngữ: "Ai wa Takusan (LOTS OF LOVE)" (tiếng Nhật: 愛はたくさん (LOTS OF LOVE)) | Suzuki Takuma                   | 23 tháng 2 năm 2017 |
| 8   | "Sweet Refrain"                                                                      | Toshiyuki Marukawa              | 2 tháng 3 năm 2017  |
| 9   | "butterfly Swimmer"                                                                  | Fukui Yōhei                     | 9 tháng 3 năm 2017  |
| 10  | Chuyển ngữ: "Kara no waremono" (tiếng Nhật: カラノワレモノ)                          | Kinome Yū                       | 16 tháng 3 năm 2017 |
| 11  | Chuyển ngữ: "Yasashii kami-sama" (tiếng Nhật: やさしいかみさま)                      | Suzuki Yoshinaru                | 23 tháng 3 năm 2017 |
| 12  | Chuyển ngữ: "Futari no Sutōrī" (tiếng Nhật: 2人のストーリー)                         | Yoshifumi Sasahara Masaomi Andō | 30 tháng 3 năm 2017 |

### Phim người đóng
Một bộ chuyển thể phim người đóng được thông báo vào tháng 12 năm 2016 và lên sóng 12 tập trên Fuji TV từ 18 tháng 1 đến 5 tháng 4, 2017.

## Đón nhận
Bộ manga đã bán được hơn 1,9 triệu bản tính đến tháng 11 năm 2017.
Bộ manga được xếp hạng thứ 11 tại Next Manga Award tổ chức lần đầu tiên tại hạng mục truyện tranh in.